# Náuatles
Os náuatles, nauatles ou nauas (nahuas) são os membros de vários grupos indígenas falantes de náuatle, proveniente das culturas do planalto mexicano que dominaram a Mesoamérica na era pré-colombiana.

Os náuatles supostamente se originaram em algum ponto do atual sudoeste dos Estados Unidos e noroeste do México, onde seu ramo se separou dos outros povos uto-astecas e migrou para o México central, em algum ponto antes de 500 d.C.. Estabeleceram-se na região da bacia do México, e se espalharam, tornando-se o povo dominante. Algumas das mais importantes civilizações da Mesoamérica pertenciam à etnia náuatle, como, por exemplo, os toltecas e os astecas, assim como os tepanecas, os acolhuas, os tlaxcaltecas, os xochimilcas, além de outros.